# Гакон Арнар Гаральдссон
Гакон Арнар Гаральдссон (ісл. Hákon Arnar Haraldsson, нар. 10 квітня 2003, Акранес, Ісландія) — ісландський футболіст, півзахисник французького клубу «Лілль» та національної збірної Ісландії.

## Ігрова кар'єра

### Клубна
Гакон Гаральдссон є вихованцем клубу «Акранес». В основі клубу грав тільки у матчах Кубка ліги. В чемпіонату не провів жодного матчу.
У червні 2019 року перейшов до складу данського клубу «Копенгаген», де починав грати у молодіжній команді. У травні 2021 року Гакон підписав з клубом професійний контракт до літа 2026 року. В липні 2021 року у кваліфікаційному матчі Ліги конференцій Гакон дебютував у першій команді «Копенгагена». 22 серпня 2021 року футболіст провів перший матч за основу у матчі чемпіонату Данії.
17 липня 2023 року підписав п'ятирічний контракт з французьким клубом «Лілль».

### Збірна
Гакон Гаральдссон з 2017 року виступає за юнацькі збірні Ісландії різних вікових категорій. 2 червня у матчі Ліги націй проти команди Ізраїлю Гакон дебютував у національній збірній Ісландії.

## Титули
Копенгаген
 Чемпіон Данії: 2021/22, 2022/23
 Володар Кубка Данії: 2022/23

## Особисте життя
Гакон народився у футбольній родині. Його батьки Гаральдур Інгольфссон та Йоніна Віглундсдоттір колишній гравці національної збірної Ісландії. Старший брт Трюггві Храфн також професійний футболіст.